# Arapaçu-vermelho
O arapaçu-vermelho (Xiphocolaptes promeropirhynchus) é uma espécie de ave da subfamília Dendrocolaptinae. É um dos maiores arapaçus e dos maiores furnariídeos, embora o arapaçu-de-bico-comprido (Nasica longirostris) seja mais comprido e o arapaçu-do-campo (Xiphocolaptes major) seja maior no geral. Há alguma variação de tamanho em toda a faixa, com aves típicas medindo 28-31 cm (11-12,5 pol) de comprimento e pesando cerca de 120 gramas (4,2 oz). Grandes arapaçus de bico forte podem medir até 35 centímetros (14 pol) e pesa 169 gramas (6 oz). A característica mais distintiva desta ave listrada e acastanhada tipicamente marcada (além do seu tamanho) é o seu bico maciço e semi-decurvado, que pode ser castanho ou enegrecido.
O arapaçu-vermelho é encontrado em Belize, Bolívia, Brasil, Colômbia, Costa Rica, Equador, El Salvador, Guatemala, Guiana, Honduras, México, Nicarágua, Panamá, Peru e Venezuela. Os seus habitats naturais são florestas subtropicais ou tropicais húmidas de baixa altitude e florestas subtropicais ou tropicais húmidas de montanha. Pode ser encontrado sozinho ou em pares, muitas vezes forjando em níveis baixos perto do solo e subindo em árvores e acompanhando bandos de alimentação mista. Eles às vezes são conhecidos por seguir formigas e geralmente dominam outras aves menores que também fazem isso. A espécie é listado como menos preocupante pela IUCN, com uma população estimada entre 50.000 e 499.999 indivíduos maduros.
Mesmo entre os arapaçu-vermelho nos neotrópicos, tem sido relatada uma diversidade considerável na vocalização, especialmente entre subgrupos separados pelo istmo de Tehuantepec, uma barreira biogeográfica conhecida para a avifauna juntamente com outros organismos. Esta divisão é aparente entre X. p. sclateri (localizado a norte/oeste do istmo) e X. p. emigrans (localizado a sul/leste do Istmo), que também parecem apresentar diferenças na plumagem.